# Криптолемусы
Криптолемусы (лат. Cryptolaemus) — род божьих коровок из подсемейства Scymninae. Типовой вид рода Cryptolaemus montrouzieri используется для понижения численности червецов (Coccoidea) вида Planococcus citri.

## Систематика
В составе рода:
- Cryptolaemus affinis Crotch, 1874
- Cryptolaemus montrouzieri Mulsant, 1853